# Maiski
Maiski (russisch Ма́йский) ist eine Stadt in der russischen Teilrepublik Kabardino-Balkarien im Nordkaukasus. Sie ist Hauptort des gleichnamigen Rajons und hat 26.755 Einwohner (Stand 14. Oktober 2010).

## Geographie
Maiski liegt nahe dem Nordhang des Großen Kaukasus am Fluss Terek, etwa 40 Kilometer südwestlich der Republikhauptstadt Naltschik. Nächstgelegene Städte sind Prochladny, Terek und Nartkala (alle drei etwa 15 km von Maiski entfernt).

## Geschichte
1819 wurde der militärische Außenposten „Prischib“ an der Heerstraße nach Georgien gegründet, der 1829 zur Staniza „Prischibskaja“ umorganisiert wurde. 1875 entstand drei Kilometer südlich die Eisenbahnstation „Kotljarewskaja“, die bis heute in Betrieb ist. 1888 wurde eine Siedlung um die Staniza gegründet, welche 1920 in „Prischibski“ und 1925 in „Maiski“, wörtlich also „Maistadt“, umbenannt wurde.
Die Siedlung und die Staniza wurden 1959 vereint. 1965 erhielt die so entstandene Gemeinde den Status einer Stadt.

### Bevölkerungsentwicklung
| Jahr | Einwohner |
| ---- | --------- |
| 1939 | 5.945     |
| 1959 | 12.387    |
| 1970 | 18.623    |
| 1979 | 21.768    |
| 1989 | 24.533    |
| 2002 | 27.037    |
| 2010 | 26.755    |

Anmerkung: Volkszählungsdaten

## Wirtschaft
Als Zentrum eines landwirtschaftlich geprägten Landkreises ist Maiski bis heute vor allem für die Nahrungsmittelproduktion bedeutend. Weiterhin gibt es in der Stadt ein Stahlbetonwerk und eine Fabrik für Röntgengeräte.

## Persönlichkeiten
- Dima Bilan (* 1981), Popsänger, ging in Maiski zur Schule